# Hendrik van Kalden

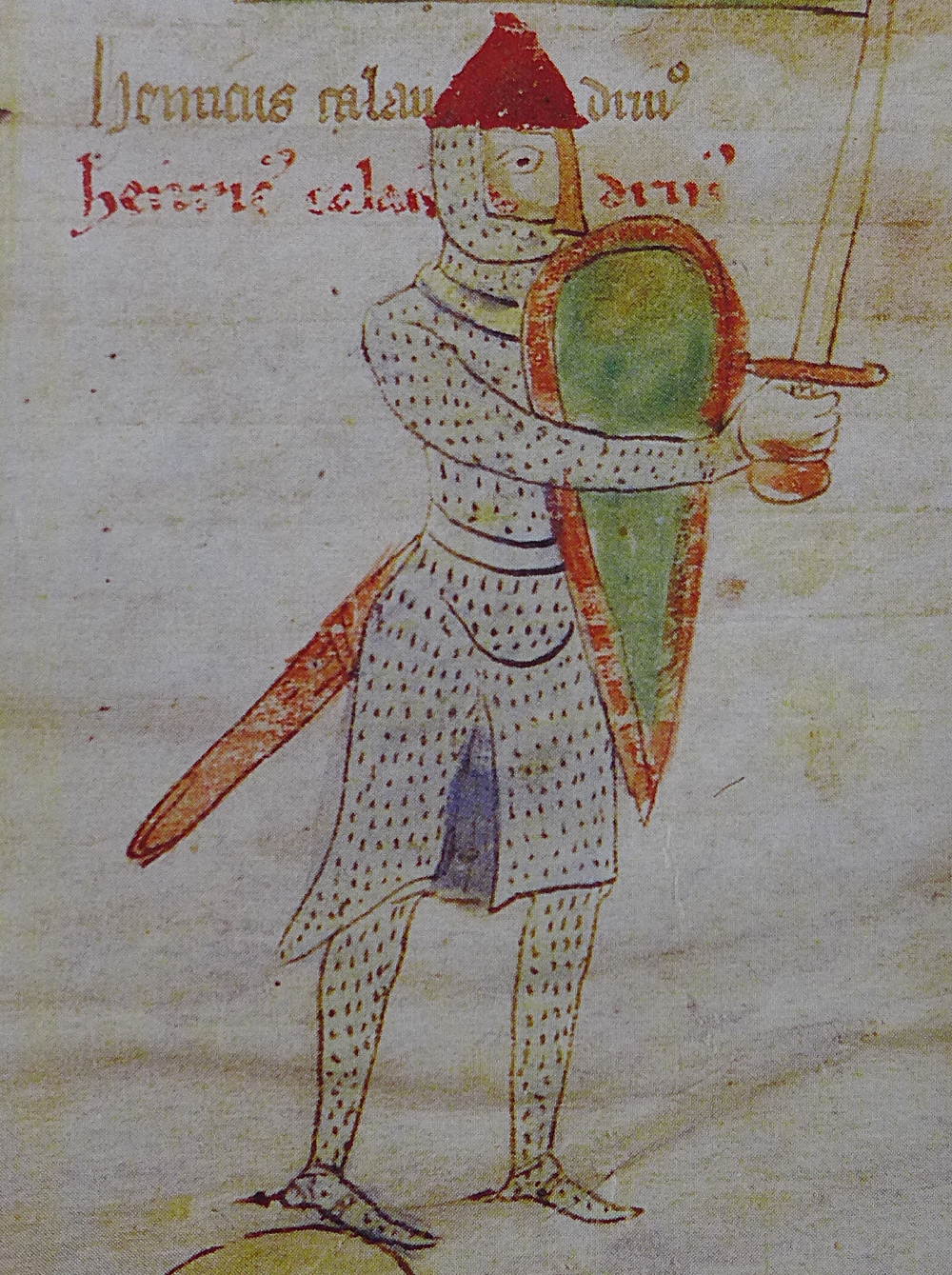
Hendrik van Kalden (Petrus de Ebulo, Liber ad honorem Augusti (1196).

Hendrik van Kalden (voor 1175 - na 1214) was rijksmaarschalk.
Hendrik van Kalden bekleedde onder keizer Hendrik VI vanaf 1191 het ambt van Rijkshofmaarschalk. Zijn vader was vermoedelijk de maarschalk onder diens vader, keizer Frederik I Barbarossa: Hendrik Testa. Mogelijk gaat het hier echter om een en dezelfde persoon, maar in het recente historisch onderzoek wordt uitgegaan van de theorie dat het om een vader en zoon gaat. De ridders en Rijksministerialen Caput respectievelijk Kalendin of van Kalden werden beschouwd als voorvaders van de latere graven van Pappenheim, Rijkserfmaarschalken van het Heilige Roomse Rijk.
Hendrik van Kalden was naar men zei de stichter van de burcht Kaltenburg. Hij was vaak ter bijlegging van geschillen strijder in een gerechtelijk tweegevecht. Zo zou hij eind 1191 in een tweegevecht met de voogd van de stad Straatsburg treden, waarbij deze laatste niet zou opduiken. In 1195 vierde hij kerst in het keizerlijke gevolg in de palts Haguenau. Het jaar daarop begeleidde hij de keizer op diens reis in het Rijnland. In mei en juni 1197 sloeg hij samen met Markward van Annweiler een opstand van Siciliaanse edelen neer. In datzelfde jaar werd aan hem de militaire leiding over de kruistocht van keizer Hendrik toevertrouwd. In Palestina waren de vorsten echter niet bereid zich onder zijn commando te stellen, zodat hertog Hendrik I van Brabant aan het hoofd van het leger kwam te staan. Kort voor zijn dood beloonde keizer Hendrik hem voor zijn verdiensten. Hendrik bleef ook verder in dienst van de Staufen, maar steunde tot in 1213 ook de Welfse keizer Otto IV. In maart 1209 sloeg hij de moordenaar van Filips van Zwaben, Otto VIII van Wittelsbach, het hoofd af toen hij hem in een schuur ontdekte en wierp het vervolgens de Donau in.